# Viborg Vestkredsen
Viborg Vestkredsen er en opstillingskreds i Vestjyllands Storkreds.
Kredsen, der er oprettet i 2007, består af den vestlige del af Ny Viborg Kommune.
Kredsen er tilført den tidligere Fjends Kommune fra Skivekredsen og den tidligere Karup Kommune fra Kjellerupkredsen.
Fra den tidligere Viborgkredsen indgår området vest for Hjarbæk Fjord, hovedvej 13 (Ålborgvej), Nørre Å (med Nørresø og Søndersø) og hovedvej 52 (Kjellerupvej). Dette svarer stort set til landsognene: Almind, Dollerup-Finderup-Ravnstrup, Vorde-Fiskbæk-Romlund, Tårup-Kvols-(Nørre Borris) og Lysgård sogne. Desuden indgår den tidligere Viborg købstad (Viborg Domsogn, Viborg Søndersogn, Søndermark Sogn og Vestervang Sogn) i kredsen.
Afstemningssteder i kredsen:
Overført fra den gamle Viborgkredsen:
1. Hald Ege
2. Løgstrup
3. Tinghallen

Overført fra den gamle Skivekredsen:
1. Mønsted
2. Stoholm
3. Vridsted

Overført fra den gamle Kjellerupkredsen:
1. Byrådssalen, Karup Rådhus
2. Kulturhuset, Frederiks
3. Kølvrå Skoles Gymnastiksal
4. Skelhøje Kultur- og Forsamlingshus

Fra 1849 til 1970 bestod den daværende Viborg kreds af Fjends Herred og Viborg købstad. Den nye Viborg Vestkredsen svarer i et vist omfang denne historiske kreds. Dog er Nordfjends afgivet til Skivekredsen, mens den midterste del af kredsen er tilført sogne fra den tidligere Løvelkredsen. Mod syd er kredsen tilført sogne fra Kjellerupkredsen.

## Folketingskandidater pr. 25/11-2018

### Valgkredsens kandidater for de pr. november 2018 opstillingsberettigede partier
| Liste | Parti                       | Kandidat               | Bemærk |
| ----- | --------------------------- | ---------------------- | ------ |
| A     | Socialdemokratiet           | Karin Gaardsted        |        |
| B     | Radikale Venstre            | Jan Ellekjær Rønne     |        |
| C     | Det Konservative Folkeparti |                        |        |
| D     | Nye Borgerlige              | Peter Grydehøj         |        |
| F     | Socialistisk Folkeparti     |                        |        |
| I     | Liberal Alliance            |                        |        |
| O     | Dansk Folkeparti            | Liselotte Lynge Jensen |        |
| V     | Venstre                     | Holger Laustsen        |        |
| Ø     | Enhedslisten                | Jakob Sølvhøj          |        |
| Å     | Alternativet                |                        |        |